# ビコール・エクスプレス
ビコール・エクスプレス（英語：Bicol Express、ビコール語：Sinilihan）は、フィリピンのビコール地方の伝統料理の一つであるグライ・ナ・マイ・ラダ（ビコール語：gulay na may lada）を参考に、マニラ市のマラテ地区で、デミトリオ・ビラヌエバ・カローが考案し広めた、フィリピンではよく知られた料理の一つである。ビコール・エクスプレスの名前の由来は、フィリピン国鉄の特急で、マニラとレガスピを結んでいた長距離列車「ビコール・エクスプレス」に由来する。
ビコール・エクスプレスは、長唐辛子とココナッツミルク、海老または干魚由来の出汁をベースに玉葱、豚肉、大蒜等を煮込んだものである。フィリピンにおいては、ビコール地方の料理は比較的辛いものが多いとされているが、ビコール・エクスプレスも、マニラのマラテ発祥の料理ではあるものの、ビコール地方の料理同様に辛い料理とされている。 

## 発祥の地に関する論争
この料理の発祥の地については、2つの見解が存在する。1つは、デミトリオ・ビラヌエバ・カローがグライ・ナ・マイ・ラダを広めるためにビコール・エクスプレスという名前を冠した地であるマラテを発祥とする考えであり、もう1つは、ビコール出身者を中心に根強い見解である「そもそも元はビコール地方の料理であり、用いられる食材もビコール地方でポピュラーなものがほとんどである以上、ビコール地方発祥のものだ」とするものである。

## 脚註
1. 1 2  Who invented the incendiary Bicol Express?（マーケットマニラ）2017年11月12日確認
2. 1 2 3 4  Food of the Philippines: Bicol Express（フィリピンスタイル　2016年12月22日公開）2017年11月11日閲覧
3. 1 2  PNR's 'Bicol Express’to resume operations June 29（ABS-CBN　2017年8月2日閲覧）
4. ↑  『The Philippine cookbook.』　著：アレジャンドロ・レナルド (1985年).12～14頁 ISBN 978-0-399-51144-8.